# 15. poledník východní délky

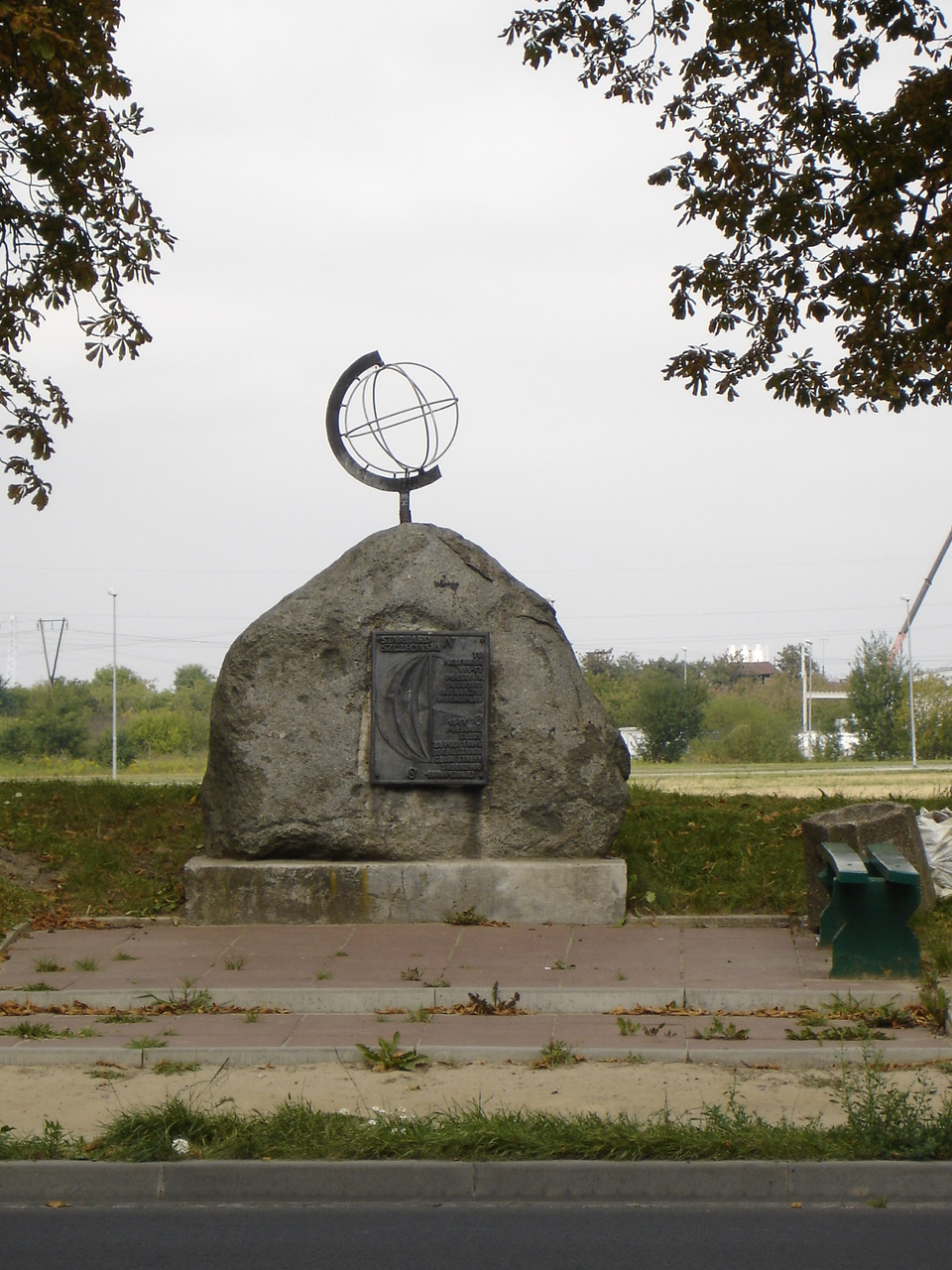
Pomník 15. poledníku
(Stargard v severním Polsku)

15. poledník východní délky je poledník, který se nachází 15° východně od Greenwichského poledníku. Od severního pólu prochází přes Severní ledový oceán, Evropu, Afriku, Atlantský oceán, Jižní oceán k jižnímu pólu. Sluneční čas 15. východního poledníku odpovídá středoevropskému času.
Poledník prochází přes státy: Norsko, Švédsko, Dánsko, Polsko, Německo, Česká republika, Rakousko, Slovinsko, Chorvatsko, Itálie, Libye, Čad, Niger, Kamerun, Středoafrická republika, Republika Kongo, Demokratická republika Kongo, Angola, Namibie.

## Dánsko
V Dánsku dělí 15. poledník ostrov Bornholm tak, že asi 2/3 ostrova je na západ od poledníku. Významný průsečík 15. poledníku s 55. rovnoběžkou leží v dunách asi 200 m od jižního pobřeží při východním okraji místní části Østre Sømarken. Je vyznačen žulovou deskou s naznačeným poledníkem a rovoběžkou.

## Polsko

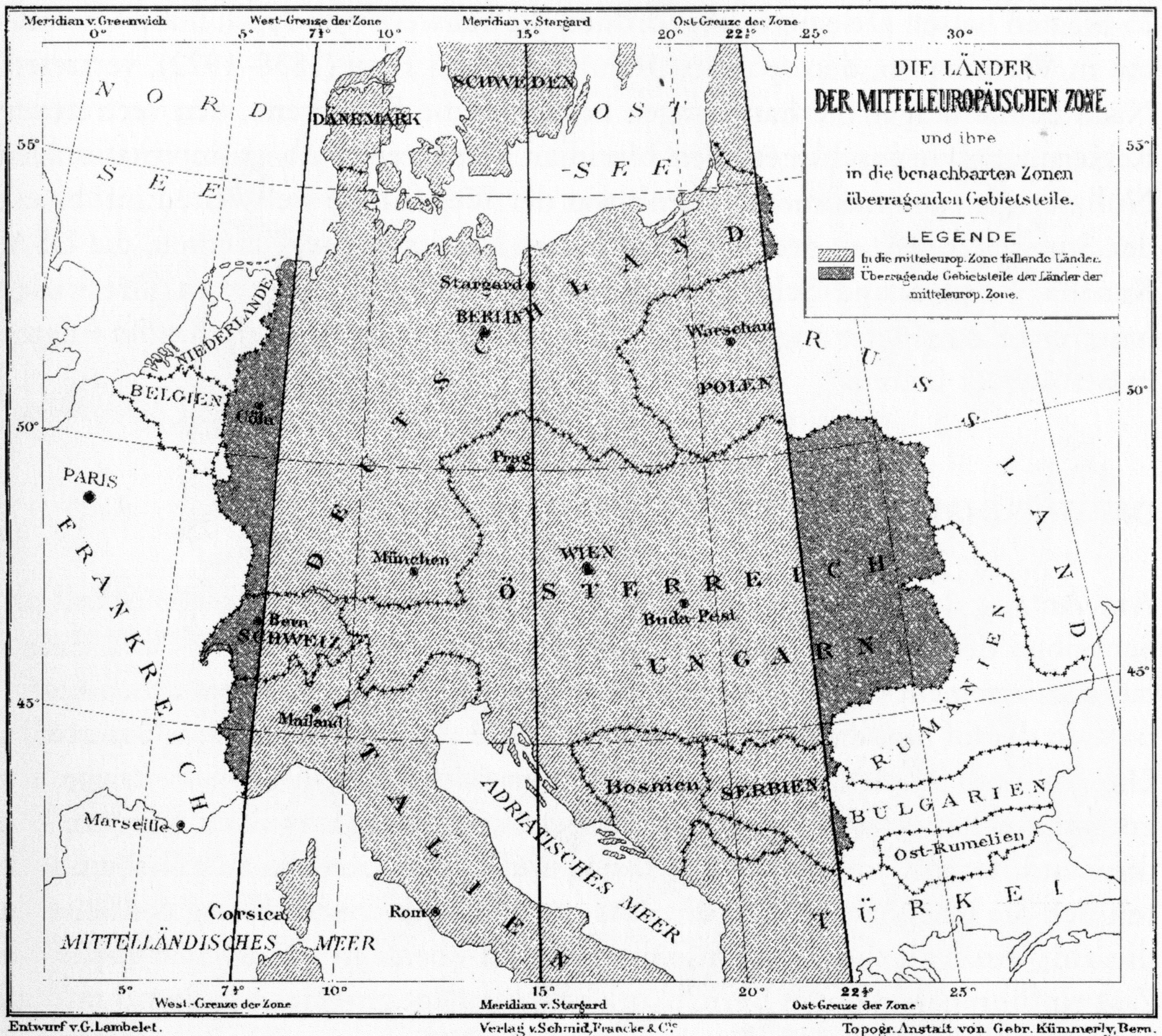
Průběh 15. poledníku v oblasti střední Evropy

Na polské pobřeží Baltského moře vstupuje 15. poledník v obci východně od ruin kostela v Trzęsaczu. V obci založil místní občan muzeum historie Trzęsacze nazvané Muzeum na 15. poledníku, které nese jeho jméno (Muzeum na 15 Południku im. Władysława Jagiełło).
Dále prochází 15. poledník obcí Kikorze, kde je v parku vyznačen jeho průběh velkým kamenem a místní motel nese název „15 Południk“.
Jižněji, na okraji města Stargard stojí nejstarší památník, postavený na počest 15. poledníku. Byl vybudován ve dvacátých letech minulého století.[kdy?]

## Německo

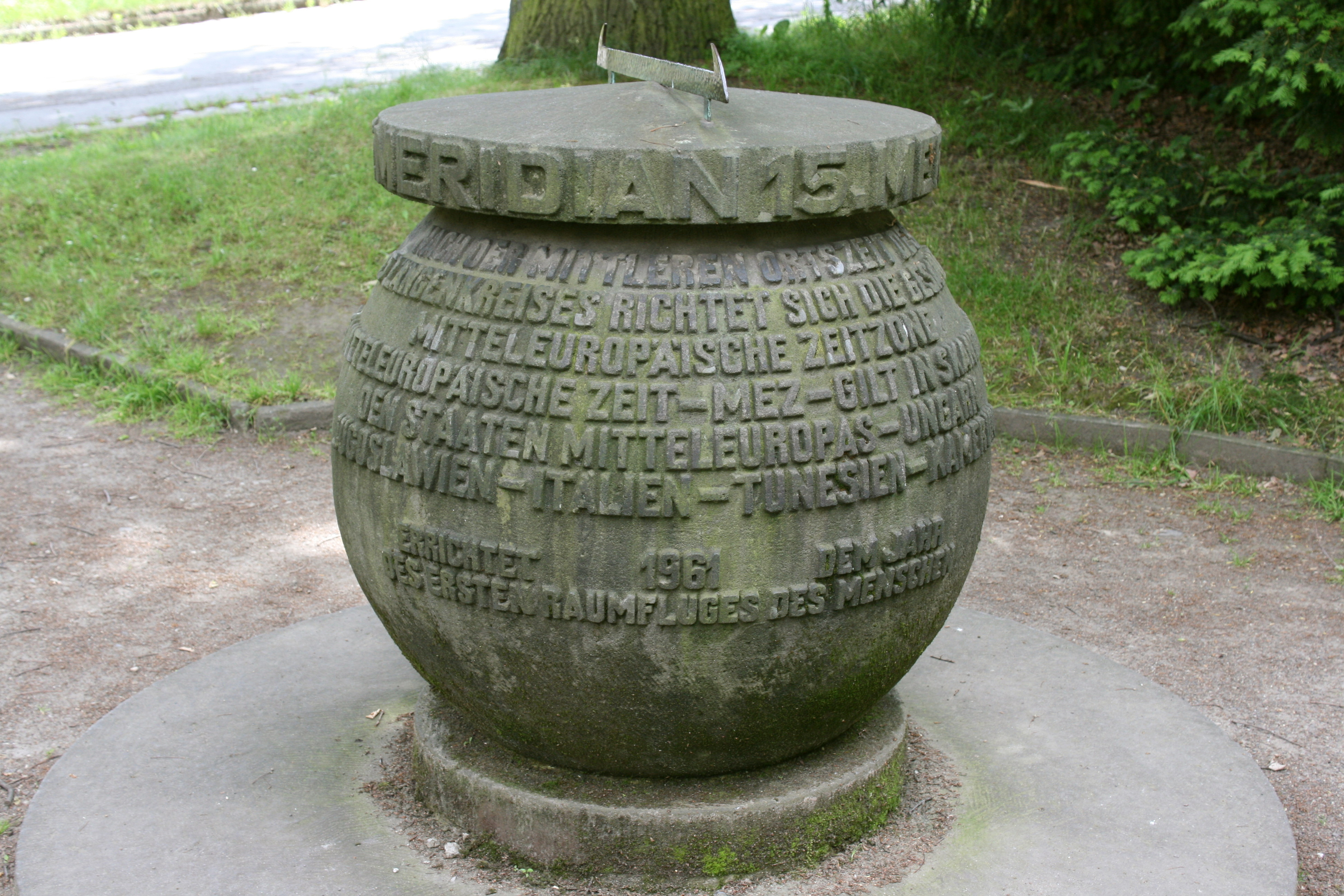
Pomník 15. poledníku v městském parku ve Zhořelci

Německem prochází 15. poledník v úseku dlouhém asi 16 km. Území Německa opouští ve Zhořelci. V tomto nejvýchodnějším městě Německa je v městském parku umístěn pomník 15. poledníku (Meridianstein). Po překročení středu hraniční řeky Lužické Nisy se 15. poledník opět vrací do Polska.

## Česká republika

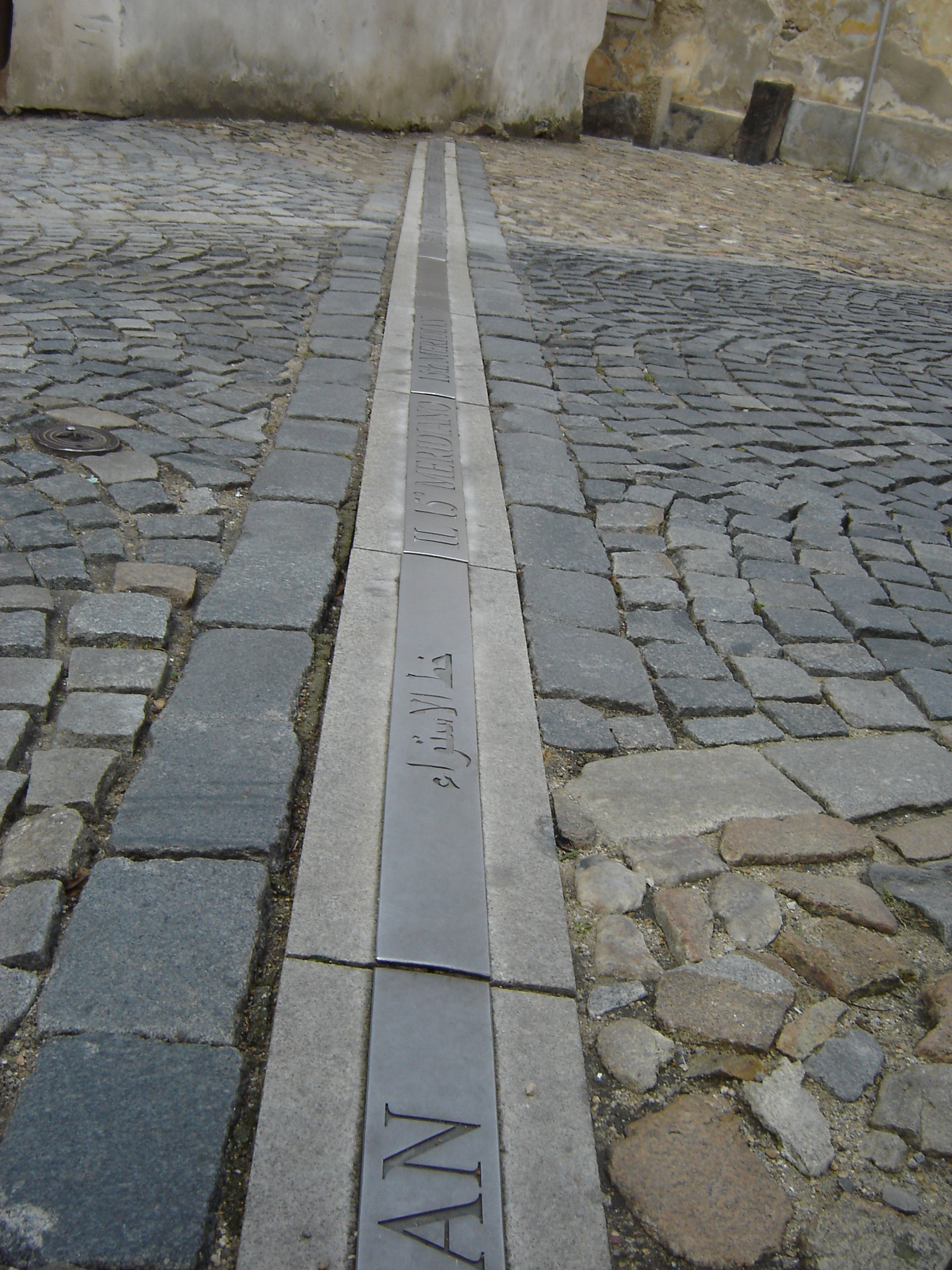
Pás označující 15. poledník v Jindřichově Hradci

### Průběh
Na území České republiky vstupuje 15. východní poledník od severu z území Polska severně od obce Andělka ve Frýdlantském výběžku. Následně několikrát překročí hranici ČR a Polska na západním okraji výběžku, aby nakonec definitivně vstoupil do ČR severně od Horního Vítkova u Chrastavy. Poté vede územím ČR v délce asi 206 km. Území ČR opouští v lesích jižně od Lásenice, a vstupuje na území Rakouska. Dalších přibližně 30 kilometrů vede podél česko-rakouské hranice. (U východního břehu Staňkovského rybníka ještě na několik metrů zasáhne na území ČR).
Východně u města Kouřim protíná poledník 50. rovnoběžku severní šířky. Tento průsečík se označuje jako tzv. astronomický střed České republiky a používá se pro astronomické výpočty jako souřadnice České republiky, například pro časy východu a západu slunce. Někdy je tento průsečík považován i za astronomický střed Evropy.

### Obce a místa, kterými 15. poledník prochází
- Andělka (Višňová) – středem obce
- Saň (Višňová) – středem obce
- Nová Ves (okres Liberec) – středem obce, několik metrů západně od vstupu do kostela
- Horní Suchá (Liberec) – nejjižnější částí
- Horní Hanychov – dolní stanicí lyžařského vleku vedle lanovky na Ještěd
- Český Dub – východní částí města
- Dolení Kruhy – středem obce
- Hoškovice – středem obce, východně od silnice č. 610
- Židněves – východní částí obce
- Charvatce – hospodářským areálem ve východní části obce
- Kamenné Zboží – středem kaple uprostřed obce
- Písty – západní částí obce
- Chotutice – východní částí obce
- Doubravčany – západní okraj obce
- Trhový Štěpánov –  západní okraj města
- Jeníkov (Čechtice) – středem obce (návsí)
- Bratřice – středem obce (asi 40 m západně od kapličky na návsi)
- Pacov – západní částí města (v zámeckém parku je pomníček)
- Dolní Radouň – severozápadní částí obce
- Jindřichův Hradec – středem města